# Antidor de Lemnos
Antidor (grec antic: Ἀντίδωρος, llatí: Antidorus) fou un militar de l'antiga Grècia nascut a Lemnos que lluitava al costat dels perses durant les guerres mèdiques, i que durant la batalla d'Artemísion va desertar amb la seva nau del camp persa. Segons Heròdot va rebre dels atenesos una parcel·la de terra a Salamina com a recompensa.